# Oseč

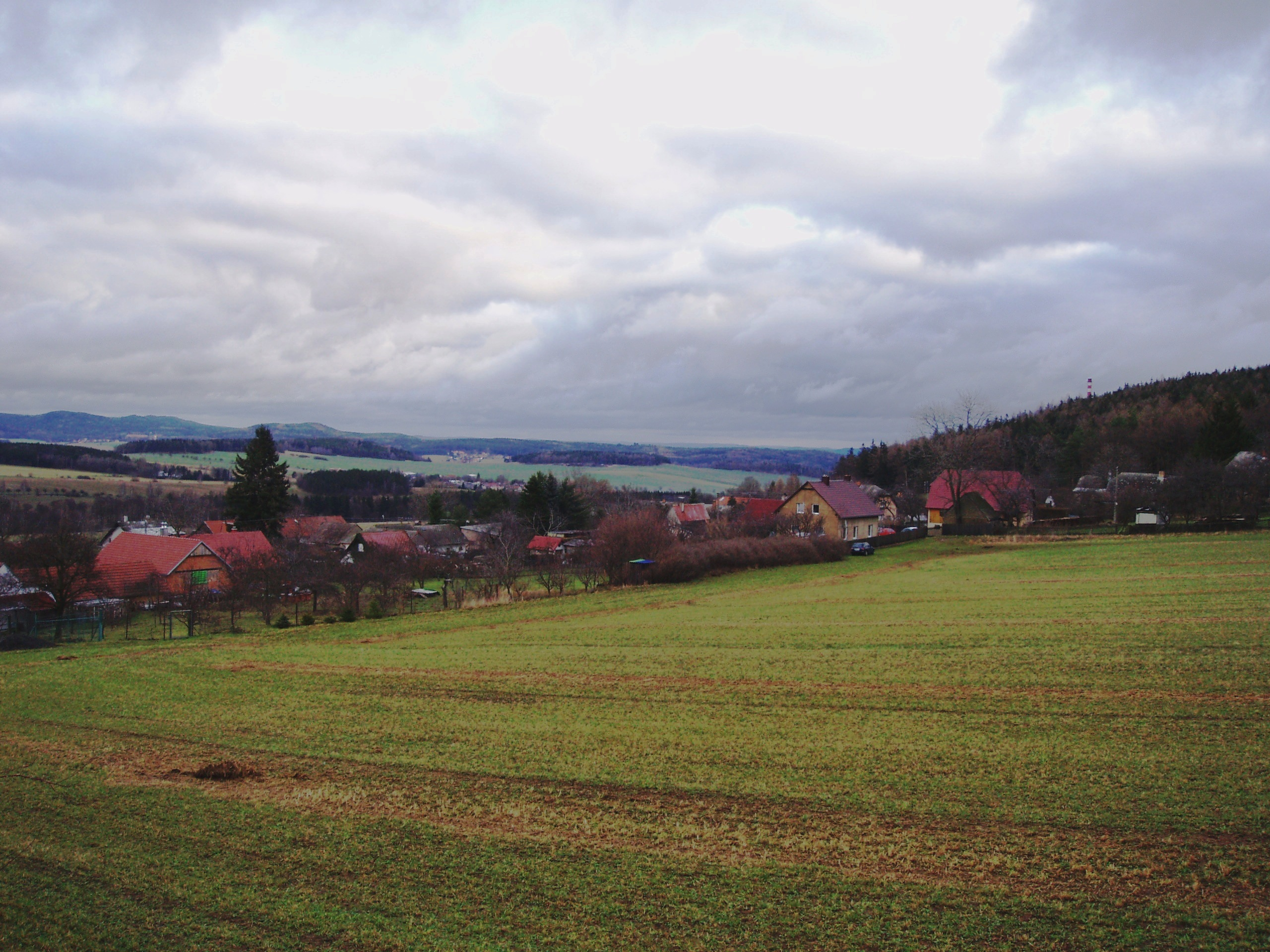
Ortsansicht

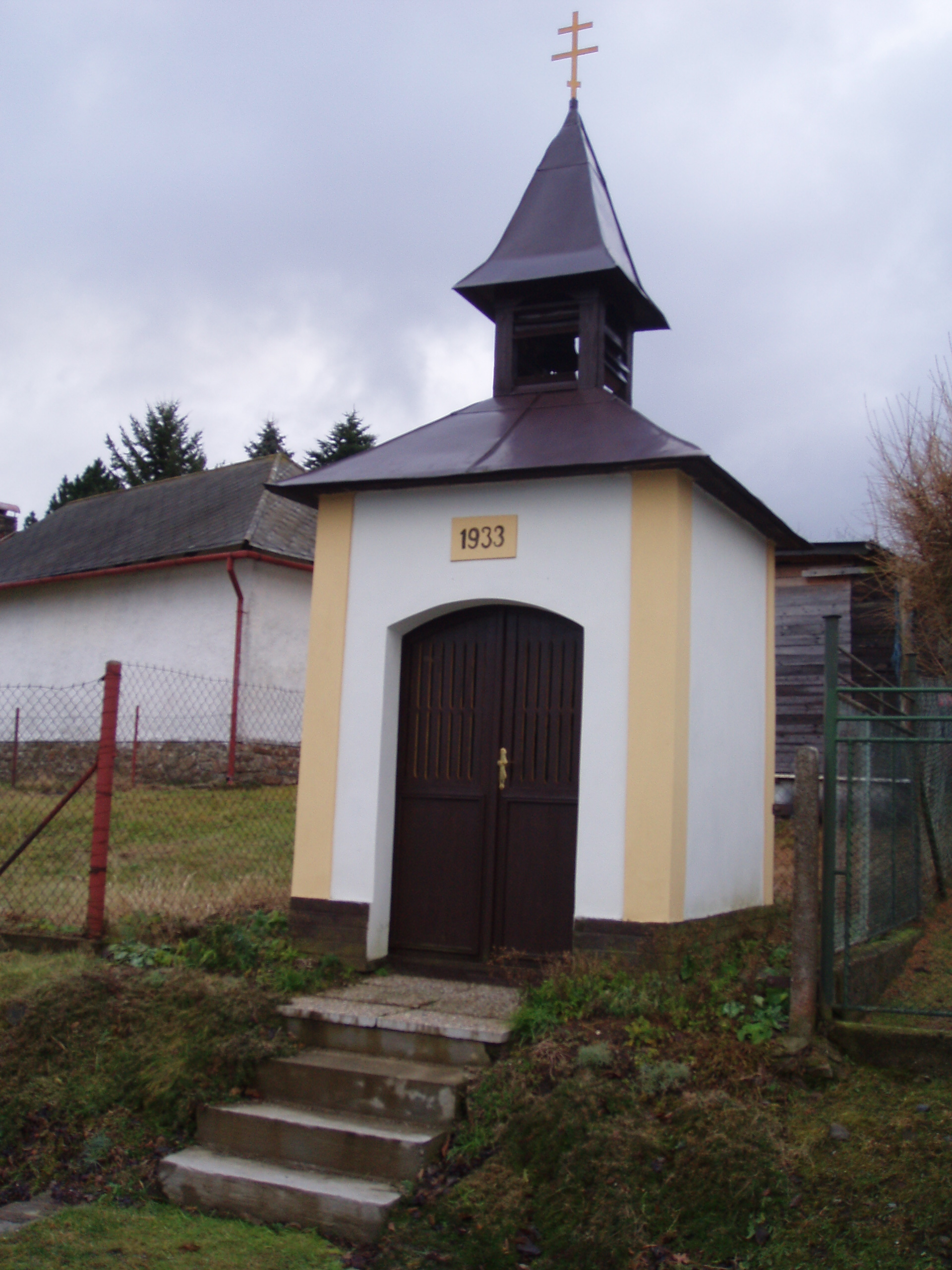
Kapelle

Oseč (deutsch Wossetsch) ist ein Ortsteil der Gemeinde Obecnice in Tschechien. Er liegt fünf Kilometer nordwestlich des Stadtzentrums von Příbram und gehört zum Okres Příbram.

## Geographie
Oseč befindet sich östlich des Truppenübungsplatzes Brdy in der Příbramská pahorkatina (Příbramer Hügelland). Das Dorf liegt rechtsseitig über dem Tal des Baches Obecnický potok bzw. Čepkovský potok. Knapp zwei Kilometer östlich liegt das Areal der Kovohutě Příbram. Nördlich erhebt sich der V Dubkově (547 m n. m.), im Nordosten der Čihadlo (511 m n. m.), östlich die Dubová hora (627 m n. m.), im Südosten die Malá Dubová hora (570 m n. m.), südwestlich die Malá Třemošná (701 m n. m.) und die Třemošná (779 m n. m.) sowie im Westen der Klobouček (703 m n. m.) und der Tok (865 m n. m.). 
Nachbarorte sind Malý Drahlín, Drahlín und Šachta im Norden, Lhota u Příbramě im Nordosten, Nové Podlesí im Osten, Staré Podlesí und Drmlovo Pole im Südosten, Orlov im Süden, Skelná Huť im Südwesten, Pod Třemošnou im Westen sowie Borek und Obecnice im Nordwesten.

## Geschichte
Die erste schriftliche Erwähnung des Dorfes Ossecz ad Przibram erfolgte im Jahre 1216. Damals erwarb der Prager Bischof Andreas von Guttenstein das Dorf zusammen mit dem Städtchen Příbram vom Stift Tepl und errichtete das bischöfliche Gut Příbram. 1379 wurde das Dorf erneut als Teil des Gutes Příbram aufgeführt. Während der Hussitenkriege gelangte Oseč an weltliche Besitzer. 1480 kaufte der Schildknappe von Osek das Dorf Ossietz von Jan von Miličín. Im Jahre 1584 kaufte die Bergstadt Příbram das Dorf Oseč zusammen mit Kozičín, Brod, Zdaboř, Orlov, Žežice und Lazec für 900 Schock von der Königlichen Kammer. 1653 wurde das Dorf als  Wosetz bezeichnet. Ab 1714 gehörte Wosetz zum neugebildeten Berauner Kreis.
Im Jahre 1846 bestand Wosetsch bzw. Woseč oder Oseč aus 31 Häusern mit 221 Einwohnern. Im Ort gab es ein Wirtshaus. Gepfarrt war das Dorf zur Dechanteikirche des hl. Jakobus in Přibram. Bis zur Mitte des 19. Jahrhunderts blieb Wosetsch als Teil der Příbramer Dorfschaften der Königlichen Silberbergstadt Přibram untertänig.
Nach der Aufhebung der Patrimonialherrschaften bildete Oseč/Wossetsch ab 1850 einen Ortsteil der Gemeinde Dušníky im Gerichtsbezirk Příbram. Ab 1868 gehörte das Dorf zum Bezirk Příbram. In den 1870er Jahren wurde Oseč nach Německá Lhota umgemeindet. Ein Jahrzehnt danach wurde Oseč eigenständig. 1930 erwarb der tschechoslowakische Staat im Zuge der Errichtung des Artillerieschießplatzes Brdy von den Fürsten Colloredo-Mannsfeld die Wälder auf dem Brdy westlich von Oseč. Am 1. Jänner 1976 erfolgte die Eingemeindung nach Obecnice. Im Jahre 1991 hatte Oseč 70 Einwohner, beim Zensus von 2001 lebten in den 50 Wohnhäusern 86 Personen.

## Ortsgliederung
Der Ortsteil Oseč bildet einen Katastralbezirk. Zu Oseč gehört die Einschicht Pod Třemošnou.

## Sehenswürdigkeiten
- Kapelle am Dorfplatz, erbaut 1933